# Sylvia Lance Harper

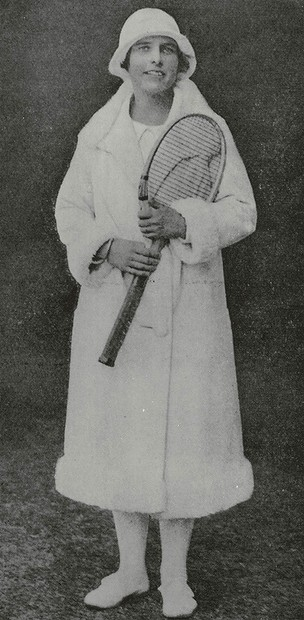
Sylvia Lance Harper, 1924.

Sylvia Harper, född Lance den 1 oktober 1895, död 21 oktober 1982, var en australisk tennisspelare med framgångar i de Australiska mästerskapen under 1920-talet.
Sylvia Lance Harper vann singeltiteln i Australiska mästerskapen 1924 genom finalseger över Esna Boyd med siffrorna 6-3, 3-6, 8-6. Lance Harper nådde singelfinalen i turneringen också 1927 (förlust mot Esna Boyd, 7-5, 1-6, 2-6) och 1930 (förlust mot Daphne Akhurst, 8-10, 6-2, 5-7).
Hon vann dubbeltiteln i Australiska mästerskapen tre år i rad; 1923 tillsammans med Esna Boyd och 1924-25 tillsammans med Akhurst. Hon nådde dessutom dubbelfinal ytterligare tre gånger (1927, 1929 och 1930) med olika partners. År 1923 vann hon mixed dubbeltiteln tillsammans med Horace Rice.

## Grand Slam-titlar
- Australiska mästerskapen
  - Singel - 1924
  - Dubbel - 1923, 1924, 1925
  - Mixed dubbel - 1923